# Martin Dasović
Martin Dasović, hrvaški general, * 9. november 1913, † 1982.

## Življenjepis
Pred vojno je diplomiral iz prava. V NOVJ je sodeloval od leta 1941, medtem ko je v KPJ vstopil leta 1942. Vojno je končal na položaju poveljnika 34. divizije.
Po vojni je končal VVA JLA in bil v štabu KNOJ, v štabu generalnega direktorja Direkcije vojne industrije, načelnik uprave v Generalštabu JLA, načelnik Kabineta DSNO,...

## Odlikovanja
- Red vojne zastave
- Red zaslug za ljudstvo